# Иллеш, Бела (писатель)
Бела И́ллеш (венг. Illés Béla; 22 марта 1895, Кошице — 5 января 1974, Будапешт) — венгерский коммунист еврейского происхождения,  писатель, журналист и драматург. Один из основоположников революционной литературы в Венгрии. Дважды лауреат Государственной премии им. Кошута (1950, 1955).

## Биография

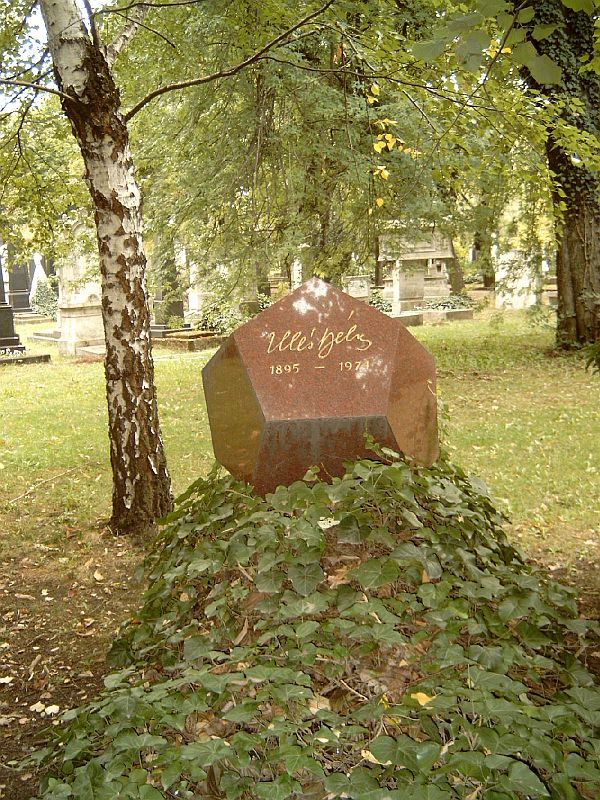
Могила писателя на будапештском кладбище Керепеши

Родился в мелкобуржуазной семье Изидора Липнер (1860–1943) и Розы Бек (1876–1967). Детство провёл в Берегово (ныне Закарпатская область, Украина), воспоминания о чём нашли отображение в его романе «Карпатская рапсодия», изображавшем жизнь русинской, венгерской и еврейской общин края с конца австро-венгерского владычества до начала правления Чехословакии.  В 1912 году он окончил среднюю школу Святого Иштвана в Будапеште.
Выпускник Будапештского университета — в 1916 году получил докторскую степень в области права. В том же году благодаря участию Эндре Ади его первые литературные труды были опубликованы в журнале «Ньюгат». С этого времени Иллеш регулярно выступает в роли политического и общественного обозревателя, придерживаясь скорее социалистических, чем буржуазно-радикальных взглядов.
Во время Первой мировой войны воевал на румынском, албанском и итальянском фронтах.
С юности участвовал в революционном движении. Коммунист, участник Венгерской революции 1919 года. После падения Венгерской советской республики, во время которой занимал должность члена военного совета, эмигрировал в Вену. В 1920-1921 годах работал журналистом на территории Подкарпатской Руси, состоял в Международной социалистической партии Подкарпатской Руси. За коммунистическую деятельность подвергался арестам, был выслан из Чехословакии.
С 1923 года жил в Советском Союзе, где начинал как рабочий, но вскоре занялся литературной деятельностью, стал романистом; член РАПП — в 1927 году стал секретарем ассоциации, в 1925—1933 гг. — секретарь Международного объединения революционных писателей, член Союза писателей СССР (1934), участник Первого съезда советских писателей, был членом Секретариата Союза советских писателей.
Жил в доме Первого писательского кооператива.
Во время Великой Отечественной войны — боец писательской роты, позже офицером сражался в рядах Красной Армии против фашистов. После освобождения Венгрии от фашизма в 1948 вернулся на родину и посвятил себя полностью писательской работе.
Умер в Будапеште в 1974 году. Похоронен на будапештском кладбище Керепеши.
Жена — Паола Иллеш (урожд. Купка; 1895—после 1948), художница, дочь австрийского архитектора Франца Купки.
- Сын — Владимир Белаевич Иллеш (1924—1997), журналист. Участник Великой Отечественной войны, разведчик [2]. 
  - Внук — Андрей Владимирович Иллеш, журналист, писатель.

## Творчество
Драматургическую деятельность начал в 1920-х годах, находясь в эмиграции в СССР. Первая пьеса Б. Иллеша «Купите револьвер!» (1926, Театр Революции) написана под впечатлением венгерской революции 1919 года. В острой, экспрессионистской форме автор рисует картины жизни и борьбы политических эмигрантов, проживавших в Вене.
В 1959 году написал историко-революционную драму «Радуга» (1959, театр Народной армии, Будапешт), рассказывающую о событиях венгерской революции 1919 года.
Иллеш — автор мистификации об офицере Алексее Гусеве, казнённом за поддержку венгров.

## Избранные произведения
- Doktor Utrius Pál honvédbaka iratai (1916)
- Ég a Tisza (1929)
- Kárpáti rapszódia (1939)
- Új bor (1945)
- Erdei emberek (1945)
- Zsatkovics Gergely királysága (1946)
- A Guszev-ügy (1947, 1949)
- Fegyvert és vitézt éneklek (1949)
- Vígszínházi csata (1950)
- Honfoglalás (1952)
- Harminchat esztendő (1956)
- Válaszúton (1958)
- Anekdoták könyve (1960)
- Lövészárokban (1966)
- Pipafüst mellett (1967)
- Varázsló inasok (1978)

На русском языке:
- «Барак №43». Рассказы. Перевод с венгерского А. Шик и М. Зельдович. С предисловием А. Серафимовича. Москва, Ленинград: Московский рабочий, 1928. – 108 с. Тираж 5000.
- «Тисса горит» (1929—1933) о революционной борьбе
- «Карпатская рапсодия» (1941)
- «Обретение родины» (1952—1954) об освобождении Венгрии от фашистского режима.

## Награды[4]
- 29.03.1943 Орден Отечественной войны I степени
- 19.12.1944 Орден Отечественной войны II степени
- 30.04.1945 Орден Красной Звезды
- 02.11.1945 Орден Отечественной войны I степени